# دوري الدرجة الأولى الروماني 1911–12
دوري الدرجة الأولى الروماني 1911–12 (بالرومانية: Cupa Hans Herzog 1911-1912)‏ هو الموسم 3 من  دوري الدرجة الأولى الروماني. أقيم خلال الفترة 9 سبتمبر 1911 وحتى 26 فبراير 1912، وأشرف على تنظيمه اتحاد رومانيا لكرة القدم، وكان عدد الأندية المشاركة فيه  3، وفاز فيه United Ploiești ‏.